# Mihálygerge, Nógrád
Mihálygerge  este un sat în districtul Salgótarján, județul Nógrád, Ungaria, având o populație de 632 de locuitori (2011). 

## Demografie
Componența etnică a satului Mihálygerge
     Maghiari (94,51%)
     Romi (4,92%)
     Necunoscut (0,57%)
     Alții (0,57%)
Componența confesională a satului Mihálygerge
     Romano-catolici (66,46%)
     Fără religie (3,96%)
     Necunoscută (27,53%)
     Alte religii (2,69%)
Conform recensământului din 2011, satul Mihálygerge avea 632 de locuitori. Din punct de vedere etnic, majoritatea locuitorilor (94,51%) erau maghiari, cu o minoritate de romi (4,92%). Apartenența etnică nu este cunoscută în cazul a 0,57% din locuitori.  Din punct de vedere confesional, majoritatea locuitorilor (66,46%) erau romano-catolici, cu o minoritate de persoane fără religie (3,96%). Pentru 27,53% din locuitori nu este cunoscută apartenența confesională.